# Sankt Konrad
Sankt Konrad osztrák község Felső-Ausztria Gmundeni járásában. 2018 januárjában 1115 lakosa volt.

## Elhelyezkedése

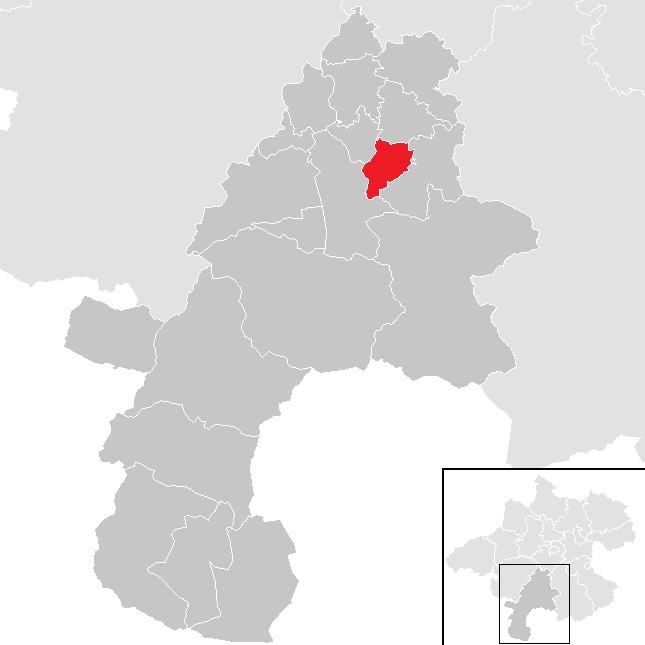
Sankt Konrad a Gmundeni járásban

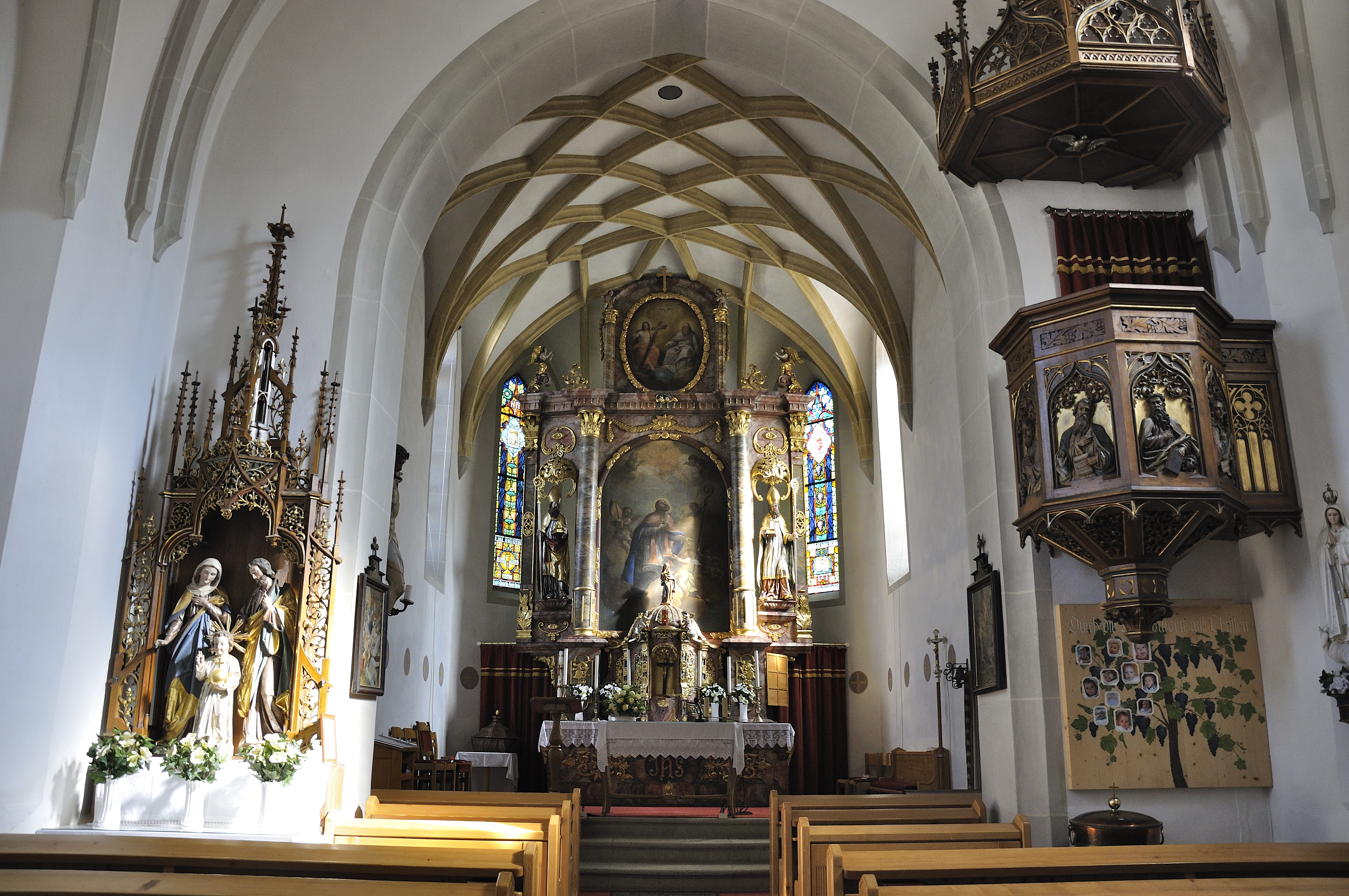
A templom belső tere

Sankt Konrad Felső-Ausztria Traunviertel régiójában fekszik a Kotbach folyó mentén. Területének 50,5%-a erdő, 43,8% áll mezőgazdasági művelés alatt. Az önkormányzat 3 falut és településrészt egyesít: Edt (420 lakos 2018-ban), Sankt Konrad (579) és Steg (116).
A környező önkormányzatok: északra Kirchham, keletre Scharnstein, délnyugatra Gmunden, északnyugatra Gschwandt.

## Története
St. Konrad területe eredetileg a Bajor Hercegség keleti határvidékén feküdt, a 12. században került át Ausztriához. Az Osztrák Hercegség 1490-es felosztásakor az Enns fölötti Ausztria része lett.
A napóleoni háborúk során a falut több alkalommal megszállták.
A köztársaság 1918-as megalakulásakor St. Konradot Felső-Ausztria tartományhoz sorolták. Miután Ausztria 1938-ban csatlakozott a Német Birodalomhoz, az Oberdonaui gau része lett; a második világháború után visszakerült Felső-Ausztriához.

## Lakosság
A Sankt Konrad-i önkormányzat területén 2018 januárjában 1115 fő élt. A lakosságszám 1961 óta gyarapodó tendenciát mutat. 2016-ban a helybeliek 95,8%-a volt osztrák állampolgár; a külföldiek közül 1,5% a régi (2004 előtti), 2,4% az új EU-tagállamokból érkezett. 2001-ben a lakosok 93,9%-a római katolikusnak, 2,8% evangélikusnak, 2% pedig felekezeten kívülinek vallotta magát.
| 2016 | 1 113 |
| 2018 | 1 115 |

## Látnivalók
A Szt. Konrád-plébániatemplom késő gótikus épületét 1500 körül emelték egy korábbi kápolna helyén. Védőszentje az 1580-as évek óta Szt. Konrád. A korábban Kirchham és Viechtwang plébániájához tartozó falu II. József egyházreformja után vált önálló egyházközséggé.

## Fordítás
- Ez a szócikk részben vagy egészben  a   St. Konrad (Oberösterreich) című német Wikipédia-szócikk ezen változatának fordításán alapul.  Az eredeti cikk szerkesztőit annak laptörténete sorolja fel. Ez a jelzés csupán a megfogalmazás eredetét és a szerzői jogokat jelzi, nem szolgál a cikkben szereplő információk forrásmegjelöléseként.